# Байкалобделла
Байкалобделла (Baicalobdella) — рід п'явок родини Риб'ячі п'явки ряду Хоботні п'явки (Rhynchobdellida). Має 2 види.

## Опис
Загальна довжина представників цього роду коливається від 5 до 8 мм, завширшки — 2—3 мм. Має 3 пари очей. Тіло чітко розділено на трахелосому (передня частина) та уросому (задня частина). Тулуб складається з чітких примітивних 3 сомітів. Присутні 11 маленьких бічних бульбашок. Має 5 пар тестікас (мішечків зі спермою).
Забарвлення світло-зелене до світлого кольору з мозаїчним малюнком.

## Спосіб життя
Зустрічаються в прибережній зоні, на глибині від 0,5 до 180 м. Доволі активні п'явки. Паразитують на амфіподах і рибах родини бабцеві.

## Розповсюдження
Є ендеміками озера Байкал, іноді трапляються у верхній течії річки Ангара.

## Види
Різняться за своїм каріотипом, морфологічним ознакам і за перевагою виду-господаря.
- Baicalobdella cottidarum
- Baicalobdella torquata